# Neobisium rhodium
Espèce
Neobisium rhodium est une espèce de pseudoscorpions de la famille des Neobisiidae.

## Distribution
Cette espèce est endémique de Rhodes en Grèce. Elle se rencontre vers Lindos.

## Description
Neobisium rhodium mesure 3,5 mm.

## Étymologie
Son nom d'espèce lui a été donné en référence au lieu de sa découverte, Rhodes.

## Publication originale
- Beier, 1962 : Ergebnisse der von Dr. O. Paget und Dr. E. Kritscher auf Rhodos durchgeführten zoologischen Exkursionen. V. Pseudoscorpionidea. Annalen des Naturhistorischen Museums in Wien, vol. 64, p. 139-142 (texte intégral).